# Adryana Ribeiro
Adriana Ribeiro de Carvalho (São Paulo, 22 de outubro de 1973), de nome artístico Adryana Ribeiro, é uma cantora e compositora brasileira, mais conhecida por ter feito parte do grupo Adryana e a Rapaziada.

## Biografia

### Infância
Adryana nasceu no bairro do Jaçanã, onde estudou canto lírico durante 5 anos, além de piano e balé. Aos 16 anos, Adryana iniciou a sua carreira cantando em bandas de baile e gravando jingles. 2 anos depois, o estilista e apresentador de TV Clodovil Hernandez conheceu-a em uma festa e convidou-a para o seu programa – no qual fez a primeira apresentação pública de sua carreira através de veículo de comunicação.

### Carreira
Em 1994, depois de participar de um teste para a gravadora Sony BMG Music Entertainment, o crítico musical Sérgio Cabral disse que Ribeiro era a "nova revelação do samba". Seu primeiro álbum, Adryana Ribeiro, teve a participação de grandes artistas e sambistas como Martinho da Vila, Demônios da Garoa e Raphael Rabello. O material gráfico ficou por conta de Elifas Andreato. A canção "Sempre Sou Eu", interpretada com Luiz Carlos, líder da banda Raça Negra, alcançou boas posições nas paradas musicais.
Em 1997, lançou seu segundo álbum, Em Busca do Sol, que contou, assim como o primeiro, com o apoio de Martinho da Vila e com a produção de Rildo Hora. O álbum rendeu críticas positivas e elogios.
Mas foi ao lado do grupo Adryana e a Rapaziada, produzido por Arnaldo Saccomani, entre 2000 e 2003, que a cantora conseguiu atingir o sucesso e ficar conhecida nacionalmente, integrando a sua música batidas de gêneros musicais como a MPB, R&B, música romântica e pop.
Em 2004, regrava o clássico ''Este Seu Olhar'' para a o tema de abertura da novela ''Seus Olhos'' do SBT.
Depois do lançamento de três álbuns com o grupo, Adryana retomou sua carreira solo, passando a se dedicar essencialmente ao samba, e lançou o álbum Brilhante Raro, lançado em 2005, de que saiu uma das principais músicas de sua carreira, "Saudade Vem".
Em 2011, lança o CD Direitos Iguais, trazendo sucessos como "Eu Juro" e "Ata ou Desata". A novidade é a sua participação no CD como produtora.
Em 2012, regravou País Tropical para a trilha sonora da telenovela Balacobaco, da rede Record.
Em 2013, Adryana entra para o Programa Eliana, onde participa do quadro "Rola ou Enrola: Especial das Famosas". Foi convidada pela editora Arlequim para regravar a música Taj Majal de Jorge Ben Jor, e lançá-la com uma roupagem mais moderna na Europa em Fevereiro do mesmo ano. A música foi disponibilizada no iTunes de vários países e enviada para rádios e baladas de Londres, Itália, Espanha, entre outras localidades.
Em 2015, Adryana começou a participar do quadro "Levanta-te" do Programa Silvio Santos como jurada.
Adryana anunciou a volta de Adryana & A Rapaziada. Lançam a música "EX". O grupo se separou novamente em 2018, em individuais carreiras.
No dia 11 de agosto de 2018, Adryana retomou novamente carreira solo e ao samba e pagode com a gravadora independente NessBrazil e lançaram dois singles: ''Coração de Aço'' e ''Baile do Beija, Beija''.
No dia 27 de abril de 2022, foi confirmada, ao lado de seu marido Albert Bressan, como um dos 13 casais participantes da sexta temporada do reality show Power Couple Brasil da RecordTV. Em 2025 foi confirmada como uma das participantes do Game dos 100 também na Record.

## Discografia

### Álbuns
- "Adryana Ribeiro" (1995)
- "Em Busca do Sol" (1997)
- "Adryana e a Rapaziada" (1999) (100.000 cópias vendidas)
- "Love Lindo" (2001) (100.000 cópias vendidas)
- "Stop Baby" (2003)
- "Brilhante Raro" (2005) (10.000 cópias vendidas)
- "Direitos Iguais"(2011) (1.000 cópias vendidas)
- "Take It Easy My Brother Jorge" (2013) (1.000 cópias vendidas)